# Landesregierung Weingartner II
Die Landesregierung Weingartner II bildete die Tiroler Landesregierung von der Landtagswahl 1994 bis zur Landtagswahl 1999 und folgte der Landesregierung Weingartner I nach. Die Mitglieder der Landesregierung wurden am 5. April 1994 angelobt. Landeshauptmann war während der kompletten Gesetzgebungsperiode Wendelin Weingartner. Während der Gesetzgebungsperiode wurde 1998 das Proporzsystem abgeschafft.

## Regierungsmitglieder
| Amt                               | Name                 | Partei | Geschäftsfelder am Ende der Legislaturperiode                                                                          |
| --------------------------------- | -------------------- | ------ | --- |
| Landeshauptmann                   | Wendelin Weingartner | ÖVP    | Tourismus, Personal, Südtirol, Angelegenheiten der europäischen Integration                                            |
| 1. Landeshauptmann-Stellvertreter | Ferdinand Eberle     | ÖVP    | Finanzwesen, Land- und Forstwirtschaft, Wirtschaft                                                                     |
| 2. Landeshauptmann-Stellvertreter | Herbert Prock        | SPÖ    | Sozialwesen, Jugendwohlfahrtswesen, Flüchtlingswesen, Bauabwicklung und Instandhaltung aller Bundes- und Landesgebäude |
| Landesrat                         | Fritz Astl           | ÖVP    | Kultur, Schule, Sport, Arbeitsmarkt- und Arbeitnehmerförderung, Naturschutz                                            |
| Landesrätin                       | Eva Lichtenberger    | Grüne  | Umweltschutz, Abfallwirtschaft, Wasserwirtschaft, Baurecht                                                             |
| Landesrat                         | Johannes Lugger      | FPÖ    | Verkehrswesen, Straßenbau, Staatsbürgerschaftsangelegenheiten, Angelegenheiten des Wehrwesens und Zivildienstes        |
| Landesrat                         | Konrad Streiter      | ÖVP    | Raumordnung und Grundverkehr, Gemeindeangelegenheiten, Berufsschulen                                                   |
| Landesrätin                       | Elisabeth Zanon      | ÖVP    | Gesundheit, Krankenanstalten, Familien-, Frauen-, Jugend- und Seniorenpolitik, Wohnbauförderung                        |